# 373-as busz (2009–2011)
A 373-as jelzésű regionális autóbusz Dunakeszi, Szabadságliget és Dunakeszi, Auchan áruház között közlekedett. A járatot a Volánbusz üzemeltette.

## Története
2009. június 16-ától az új egységes járatszámozási rendszer bevezetésével a korábbi 9-es számú helyi járat a 373-as jelzést kapta. A 2011. áprilisi menetrendben már nem szerepelt.

## Útvonala
| Dunakeszi, Auchan áruház → Dunakeszi, Szabadságliget → Dunakeszi, Auchan áruház (körforgalom) |
| --- |
| Dunakeszi, Auchan áruház vá. – Nádas utca – Pallag utca – – Szent István utca – Bajcsy-Zsilinszky utca – Apor Vilmos tér – Verseny utca – Pálya utca – Dunakeszi, Szabadságliget – Pálya utca – Verseny utca – Apor Vilmos tér – Bajcsy-Zsilinszky utca – Szent István utca – – Pallag utca – Nádas utca – Dunakeszi, Auchan áruház vá. |

## Megállóhelyei
| 0  | Dunakeszi, Szabadságliget           | 13 | 370, 372                                         |
| 1  | Dunakeszi, Alsó vasúti megállóhely  | 12 | 370, 372 Budapest–Szob-vasútvonal                |
| 2  | Dunakeszi, Rozmaring utca           | 11 | 370, 372                                         |
| 5  | Dunakeszi, Vasútállomás             | 8  | 325, 327, 370, 371, 372 Budapest–Szob-vasútvonal |
| 6  | Dunakeszi, Verseny utca             | 7  | 325, 327, 370, 371, 372                          |
| 7  | Dunakeszi, Okmányiroda (vasbolt)    | 6  | 308, 309, 310, 311, 325, 327, 370, 372           |
| 12 | Dunakeszi, Auchan áruház végállomás | 0  | 104, 126 305, 306, 327                           |